# Lâu Kính
Lâu Kính (chữ Hán: 娄敬, ? - ?), được Hán Cao Tổ ban theo họ vua là Lưu Kính (刘敬), người nước Tề , quan viên, mưu sĩ đầu đời Tây Hán trong lịch sử Trung Quốc.

## Tiểu sử
Lâu Kính vốn là lính thú, vào năm 202 TCN bị phát vãng đi Lũng Tây, ghé vào Lạc Dương, bèn bỏ việc kéo xe, nhờ đồng hương là Ngu tướng quân tiến cử, được gặp Hán Cao Tổ . Kính trình bày sự khác biệt giữa nhà Chu và nhà Hán, kiến nghị chọn Tần đô Hàm Dương để định đô thay vì Chu đô Lạc Dương. Sau khi Hán Cao Tổ đồng ý định đô ở Hàm Dương, tức là Trường An, ban Kính họ Lưu, bái làm Lang trung, hiệu là Phụng Xuân quân .
Năm 200 TCN, Hán Cao Tổ lần lượt phái 10 sứ giả với Kính đi Hung Nô, Mặc Đốn thiền vu giấu binh khỏe ngựa tốt, 10 sứ giả trở về đều nói Hung Nô dễ đánh, chỉ có Kinh nghi ngờ, kiến nghị đừng đánh. Bấy giờ quân Hán đã xuất phát, Hán Cao Tổ kết tội Kính cản trở, giam cầm ông ở Quảng Vũ. Quả nhiên Hán đế bị vây ở Bạch Đăng, sau khi thoát khỏi vòng vây, trở về phóng thích Kính, phong 2000 hộ, làm Quan nội hầu, hiệu là Kiến Tín hầu .
Kính kiến nghị hòa thân với Hung Nô, gả Lỗ Nguyên công chúa làm vợ Mặc Đốn thiền vu, Hán Cao Tổ nghe theo; nhưng Lữ hậu nhất quyết không chịu mất con gái, Hán đế đành lấy cung nữ thay thế, sai ông đi kết minh ước với Hung Nô .
Sau khi trở về từ Hung Nô, Kính cho rằng Quan Trung thiếu hụt dân số, kiến nghị dời các thị tộc Điền của nước Tề, các thị tộc Chiêu, Khuất, Cảnh của nước Sở, hậu duệ các nước Yên, Hàn, Triệu, Ngụy cùng các hào tộc năm xưa tham gia nổi dậy lật đổ nhà Tần vào Quan Trung. Như thế nhà Hán vừa có thể phòng bị Hung Nô, vừa có thể ngăn ngừa nguy cơ vùng Sơn Đông nổi loạn. Hán Cao Tổ nghe theo, sai Kính xem xét, dời hơn 10 vạn hộ .
Không rõ kết cục của Lưu Kính ra sao.

## Khảo chứng
1. ^  Tư Mã Thiên – Sử ký quyển 99, liệt truyện 13, Lưu Kính truyện: Lâu Kính, người nước Tề. Năm thứ 5 nhà Hán, đi thú Lũng Tây, ghé qua Lạc Dương. Kính bỏ thanh ngang đầu xe [3], mặc áo da cừu, gặp đồng hương là Ngu tướng quân, nói: "Tôi muốn dâng lời có lợi cho nước nhà." Ngu tướng quân muốn Kính thay áo tốt [4], ông nói: "Tôi có áo lụa thì mặc áo lụa, có áo thô thì mặc áo thô, không dám đổi!" Ngu tướng quân trình bày với Thượng, nên Thượng triệu kiến Kính, cho ông ăn cơm.
2. ^  Sử ký, tlđd: Xong thì hỏi Kính, Kính nói rằng: "Bệ hạ định đô ở Lạc Dương, phải chăng là muốn cùng nhà Chu so sánh thịnh vượng chăng?" Thượng nói: "Đúng!" Kính nói: "Bệ hạ lấy thiên hạ khác với nhà Chu. Nhà Chu khởi đầu từ Hậu Tắc, được vua Nghiêu phong cho đất Thai, tích đức lũy thiện hơn 10 đời. Công Lưu tránh Hạ Kiệt mà dời đến Bân, Thái vương lấy cớ tránh tộc Địch xâm phạm, bỏ đất Bân, giục ngựa đến đất Kỳ, người trong nước tranh nhau theo về. Đến khi Chu Văn vương làm Tây Bá, giải quyết tranh chấp của 2 nước Ngu, Nhuế, bắt đầu nhận mệnh trời, được Lữ Vọng, Bá Di từ nước ngoài đến quy thuận. Chu Vũ vương phạt Trụ, không hẹn mà đến hội ở Mạnh Tân có hơn 800 chư hầu, bèn diệt Ân. Chu Thành vương lên ngôi, được bọn Chu Công giúp đỡ, bèn xây dựng Chu đô ở Lạc, lấy nơi này làm trung tâm của thiên hạ, chư hầu 4 phương đến cống nạp, là bậc quân chủ nhờ đạo đức, có đức thì dễ dàng làm vương, không đức thì dễ dàng diệt vong. Phàm là định đô những nơi như vậy, muốn lấy đức mà ra hiệu lệnh với người ta, không dựa vào địa thế hiểm yếu, khiến đời sau kiêu ngạo xa xỉ đến nỗi ngược đãi nhân dân. Vào lúc nhà Chu thịnh vượng, thiên hạ hòa hợp, 4 di hâm mộ, mến nghĩa nhớ đức, cậy nhờ mà một mực phụng sự thiên tử; không có binh đồn trú, không có lính chiến đấu, mà dân của nước lớn 8 Di không ai không thần phục, học đòi nhau đến cống nạp. Đến khi nhà Chu suy yếu, phân chia làm 2, thiên hạ chẳng vào chầu, nhà Chu không thể khống chế. Chẳng phải đức mỏng, mà là hình thế yếu kém đấy. Nay bệ hạ nổi lên ở Phong, Bái, tập hợp 3000 lính, đem họ thẳng tiến, cuốn Thục Hán, định Tam Tần, cùng Hạng Tịch giao chiến ở Huỳnh Dương, tranh nhau chỗ hiểm Thành Cao, 70 trận lớn, 40 trận nhỏ, khiến dân chúng thiên hạ gan óc lầy đất, cha con phơi xác ngoài đồng, nhiều không đếm xuể, âm thanh kêu khóc chưa dứt, thương tích mọi người còn chưa liền da, mà muốn đem so sánh với thời của Chu Thành vương, Chu Khang vương, thần thiết nghĩ là không bằng được. Vả lại đất Tần núi trùm sông bọc, 4 mặt được che chắn, bất chợt nguy cấp, có thể tập hợp trăm vạn binh. Xét việc nhà Tần, vốn liếng chính là đất đai rất đỗi màu mỡ, nơi này xứng đáng gọi là "nhà trời" [5]. Sơn Đông dẫu loạn, đất Tần vẫn có thể bảo toàn được. Ôi cùng người ta tranh đấu, không chẹn hầu [6], vỗ lưng họ, thì chưa thể toàn thắng. Nay bệ hạ vào quan mà định đô, xét việc nhà Tần, đây cũng là chẹn hầu, vỗ lưng của thiên hạ vậy." Cao đế hỏi quần thần, quần thần đều là người Sơn Đông, tranh nhau nói nhà Chu làm vương mấy trăm năm, nhà Tần 2 đời thì mất, không bằng định đô như nhà Chu. Thượng nghi ngờ chưa thể quyết định. Đến khi Lưu hầu nói rõ nên vào quan, ngay hôm ấy dời giá sang tây, định đô Quan Trung. Vì thế Thượng nói: "Vốn dĩ người nói định đô đất Tần là Lâu Kính, Lâu cũng là Lưu vậy." Tứ tính Lưu thị, bái làm Lang trung, hiệu là Phụng Xuân quân [7].
3. ^  Sử ký, tlđd: Năm thứ 7 nhà Hán, Hàn vương Tín phản, Cao đế tự đi đánh. Đến Tấn Dương, nghe tin Tín với Hung Nô muốn đánh Hán, Thượng cả giận, sai người đi sứ Hung Nô. Hung Nô giấu tráng sĩ, bò ngựa béo của họ, chỉ cho thấy người già yếu cùng gia súc gầy ốm. Sứ giả 10 lượt đi lại, đều nói Hung Nô dễ đánh. Thượng sai Lưu Kính tiếp tục đi sứ Hung Nô, trở về báo rằng: "Hai nước sắp đánh nhau, lúc này nên khoa trương cho thấy sở trường, Nay thần đến, chỉ thấy già yếu gầy gò, đây là muốn cho thấy sở đoản, mai phục kỳ binh để giành lợi thế. Ngu ý cho rằng Hung Nô không thể đánh." Bấy giờ quân Hán đã vượt qua Cú Chú [8], là hơn 20 vạn quân đã lên đường [9]. Thượng giận, mắng Kính rằng: "Thằng giặc nước Tề! Nhờ cái lưỡi được làm quan, nay dám nói sằng cản trở quân ta." Cùm giam Kính ở Quảng Vũ. Bèn đi, đến Bình Thành, Hung Nô quả nhiên ra kỳ binh vây Cao đế ở Bạch Đăng, 7 ngày sau mới được cởi vây. Cao đế đến Quảng Vũ, tha cho Kính, nói: "Tôi không dùng lời ông, đã bị khốn ở Bình Thành. Tôi đã chém 10 sứ giả trở về nói có thể đánh rồi." Bèn phong cho Kính 2000 hộ, làm Quan nội hầu, hiệu Kiến Tín hầu.
4. ^  Sử ký, tlđd: Cao đế bãi binh ở Bình Thành quay về, Hàn vương Tín trốn vào đất Hồ. Lúc bấy giờ, Mặc Đốn thiền vu binh cường, có 30 vạn kỵ binh [10][11], mấy lần quấy rối bắc biên. Thượng lo lắng, hỏi Kính. Kính nói: "Thiên hạ mới định, sĩ tốt mỏi mệt vì chiến tranh, chưa thể lấy vũ lực để khuất phục. Mặc Đốn giết cha thay lập, lấy các mẹ làm vợ, lấy sức mạnh làm oai, chưa thể lấy nhân nghĩa để thuyết phục. Chỉ có thể tính kế lấy con cháu xa xôi làm bề tôi vậy, nhưng sợ bệ hạ không thể làm." Thượng nói: "Làm được, sao lại không thể?" Kính nói: "Bệ hạ nếu có thể gả trưởng công chúa làm vợ thiền vu, của hồi môn hậu hĩ, cho họ biết con gái nhà Hán giàu có, khiến bọn man di đều hâm mộ, lấy làm Yên chi, sanh con trai ắt lấy làm thái tử, thay thế thiền vu. Tại sao? Vì tham lễ vật của nhà Hán. Bệ hạ cứ mỗi năm 4 mùa xem cái gì nhà Hán dư thừa, bọn họ thiếu thốn thì thăm hỏi, trao tặng, sai biện sĩ đem lễ tiết khuyên dạy [12]. Mặc Đốn còn sống, cố nhiên là con rể; chết rồi, cháu ngoại làm thiền vu. Há từng nghe cháu dám cùng ông ngoại đứng ngang hàng [13] ư? Có thể không cần gây chiến tranh mà dần thần phục được. Nếu bệ hạ không thể khiến trưởng công chúa, mà lệnh cho tông thất với hậu cung trá xưng công chúa, họ sẽ biết được mà không chịu yêu quý gần gũi, là vô ích đấy." Cao đế nói: "Hay!" Muốn khiến trưởng công chúa. Lữ hậu khóc nói: "Thiếp chỉ có 1 thái tử, một con gái, làm sao bỏ sang Hung Nô!" Thượng rốt cục không thể khiến trưởng công chúa, nên lấy cung nữ [14] làm công chúa, gả làm vợ thiền vu. Sai Kính đi kết ước Hòa thân.
5. ^  Sử ký, tlđd: Kính từ Hung Nô về, nhân đó nói: "Hung Nô ở Hà Nam có 2 vương Bạch Dương, Lâu Phiền, cách Trường An không đến 700 dặm, khinh kỵ một sớm một chiều có thể đến. Tần Trung mới có chiến tranh, ít dân, đất đai phì nhiêu, có thể bổ sung nhân khẩu [15]. Khi chư hầu mới nổi dậy, chẳng phải các thị tộc Điền của Tề, các thị tộc Chiêu, Khuất, Cảnh của Sở thì không thể hưng khởi được. Nay bệ hạ dẫu định đô ở Quan Trung, nhưng thực sự thiếu thốn nhân khẩu. Bắc gần giặc Hồ, đông có cường tộc của 6 nước, một mai có biến, bệ hạ sẽ không kê cao gối mà nằm được. Thần xin bệ hạ dời các thị tộc Điền của Tề, Chiêu, Khuất, Cảnh của Sở và hậu duệ của Yên, Triệu, Hàn, Ngụy, cùng danh gia hào kiệt vào Quan Trung. Không việc, có thể phòng bị Hồ; chư hầu có biến, sẽ soái lĩnh họ đông phạt. Đây là thuật gốc mạnh ngọn yếu đấy." Thượng nói: "Hay!" Bèn sai Kính án theo lời ấy mà dời 10 vạn nhân khẩu vào Quan Trung.